# Litio
Il litio  (dal greco λίθος, líthos, "pietra") è l'elemento chimico della tavola periodica degli elementi che ha numero atomico 3 e simbolo Li. Inaugura il secondo periodo della tavola periodica con la configurazione elettronica [He]2s1. È il secondo elemento del primo gruppo, ma è il primo degli elementi metallici e il capostipite dei metalli alcalini.
Tra questi, l'energia di ionizzazione (5,39 eV) e l'affinità elettronica (0,618 eV) del litio sono le più alte; di conseguenza, ha anche la più alta elettronegatività (0,98, scala Pauling), ma il valore è tra i più bassi per gli elementi metallici.
Il litio è un metallo tenero, duttile e malleabile, di color bianco argenteo, che però a contatto con l'aria e l'umidità si ossida molto facilmente, inscurendosi progressivamente. È anche il più leggero dei metalli, con una densità (0,535 g/cm³) pari a circa metà di quella dell'acqua. Per la sua elevata reattività e come gli altri metalli alcalini, il litio non si trova in natura allo stato elementare. È usato principalmente in leghe di ottima conducibilità termica, nelle batterie e come componente in composti di interesse farmaceutico.

## Caratteristiche

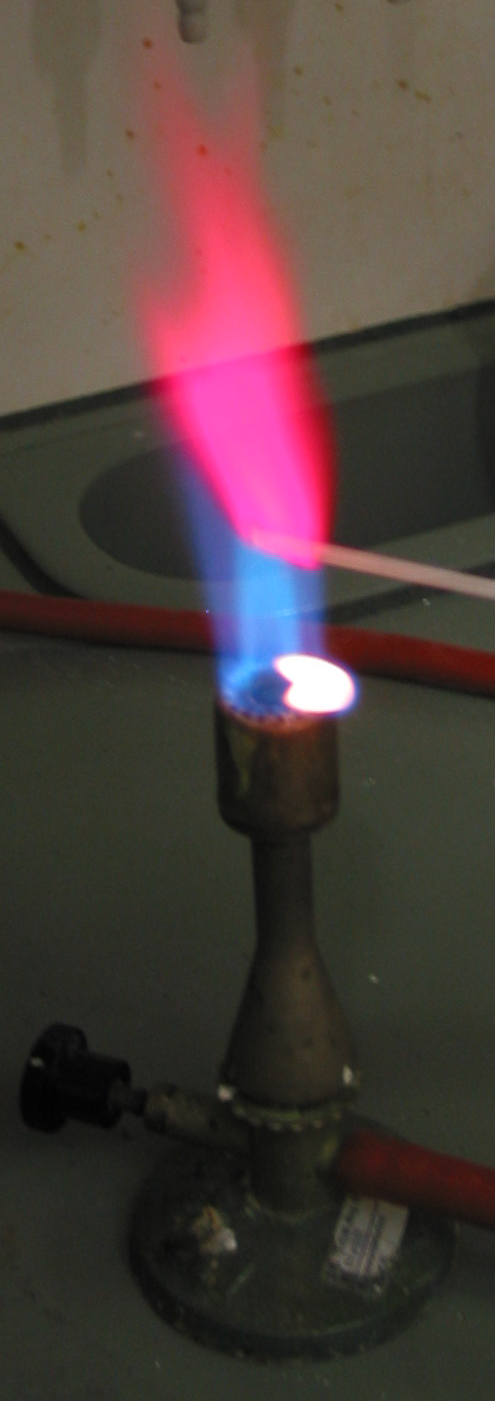
Saggio alla fiamma di un campione di litio.

Il punto di fusione del litio è basso (180,54 °C) rispetto a molti metalli, ma è il più alto tra quelli alcalini. Per le sue ridotte dimensioni atomiche (ratomico = 145 pm) ha un comportamento che a volte è riportato come anomalo: con il sodio mostra solubilità completa solo al di sopra di 380 °C e non è miscibile con il potassio e i successivi metalli alcalini, che invece tra loro sono miscibili. Lo ione litio, più piccolo di quello degli altri metalli alcalini, in soluzione acquosa preferisce coordinarsi tipicamente con sole 4 molecole di acqua, dando l'acquocomplesso [Li(H2O)4]+, approssimativamente tetraedrico, invece che con 6 o più degli altri metalli alcalini.
Lo ione Li+ ha inoltre il potenziale di elettrodo più negativo [E°(Li+ / Li) = -3,040 V] di ogni altro elemento metallico ed è perciò l'elemento più riducente; questo comporta la massima energia ottenibile per reazione con un dato ossidante, per ogni mole di elettroni; tale massima energia e la ridotta massa atomica del litio (6,94 u), che comporta minor peso da trasportare, rendono finora difficilmente sostituibile il suo uso come materiale anodico (e sali di litio come elettrolita) nelle batterie al fine di un efficiente accumulo energetico (batterie al litio).

### Litio metallico
A temperatura e pressione ambiente Il litio allo stato metallico cristallizza con la struttura del reticolo cubico a corpo centrato (β-Li), la stessa degli altri metalli alcalini: ogni atomo Li è al centro di un cubo ed è circondato da 8 altri atomi posti ai vertici del cubo stesso; il lato del cubo è la costante a del reticolo, che è pari a 351,0 pm e ogni atomo di litio dista dal primo vicino di 304 pm, da cui il raggio metallico del litio risulta 152 pm. Il gruppo spaziale è Im-3m (Nº 229). Per estrarre un elettrone da una superficie di litio metallico occorrono 2,95 eV (potenziale di estrazione) ed è quindi necessaria una radiazione elettromagnetica nella regione dell'ultravioletto; per confronto, servono 5,11 eV per la molecola Li2 (vide infra) e 5,39 eV per un atomo di litio isolato (primo potenziale di ionizzazione).

### Dilitio
Il dilitio Li2 è conosciuto soltanto in fase gassosa nel vapore di litio, dove si trova in miscela, in percentuale molto piccola, con il litio atomico. Il dilitio è una molecola biatomica (Li–Li) formata da due atomi di litio uniti da un legame covalente. La molecola ha ordine di legame di 1 (2 elettroni leganti in un orbitale molecolare di tipo sigma); il legame è lungo 267,3 pm, una distanza notevolmente più piccola di quella esistente tra due atomi Li vicini nel litio metallico stesso, che è di 304 pm. L'energia di legame di Li2 è di 102 kJ/mol, ovvero 1,06 eV.
Per la specie Li2 l'entalpia di formazione standard è ΔHƒ° = 215,90 kJ/mol e l'entropia standard è S° = 197,01 J/(mol·K). Il suo potenziale di ionizzazione è di 5,11 eV, un valore un po' minore rispetto a quello dell'atomo di Li isolato (5,39 eV). L'affinità protonica, una misura della basicità intrinseca di una molecola, ammonta per Li2 a 1.162 kJ/mol. Oltre alla molecola biatomica, il litio può formare anche vari cluster molecolari di formula Lin.

### Proprietà chimiche
Come tutti i metalli alcalini, il litio reagisce vigorosamente con l'ossigeno formando l'ossido Li2O e questo con l'acqua si idrata facilmente formando l'idrossido LiOH:
4 Li + O2  →  2 Li2O
Li2O + H2O  →  2 LiOH
Con l'acqua il litio reagisce anche direttamente e molto vigorosamente, spostandone l'idrogeno; questo si svolge come bollicine gassose dalla soluzione, e anche in questo modo si forma l'idrossido LiOH:
2 Li + 2 H2O  →  2 LiOH + H2↑
Una reazione del tutto analoga, ma meno vigorosa, avviene con alcoli ROH, che porta ad alcossidi di litio LiOR.
L'idrossido di litio è una base forte e, come tale, è in grado di reagire con anidridi ed acidi per formare i corrispondenti sali (e molecole di acqua); ad esempio, con l'anidride solforica e l'acido solforico si ottiene il solfato di litio:
2 LiOH + SO3  →  Li2SO4 + H2O
2 LiOH + H2SO4  →  Li2SO4 + 2 H2O
in particolare, LiOH è in grado di catturare l'anidride carbonica dall'aria formando il corrispondente carbonato:
2 LiOH + CO2  → Li2CO3 + H2O
Li2O, LiOH, Li2CO3 e Li2SO4 sono composti di tipo salino, incolori, o bianchi se in forma suddivisa; i primi due sono molto avidi di acqua e fortemente esotermici, ΔHƒ° = -553,25 kJ/mol e ΔHƒ° = -474,42 kJ/mol, rispettivamente.
Con reazioni del tutto analoghe, con altri acidi si possono preparare praticamente tutti gli altri sali di litio (LiNO3, Li3PO4, Li2SO4, LiClO4, etc.) e altrettanto con acidi carbossilici: con l'acido acetico si ottiene l'acetato CH3COOLi.
Inoltre, il litio è l'unico tra i metalli alcalini a reagire spontaneamente con l'azoto dell'aria a temperatura ambiente per dare il corrispondente nitruro di litio, che è anch'esso esotermico (ΔHƒ° = -164,56 kJ/mol), sebbene parecchio meno dell'ossido:
6 Li + N2  →  2 Li3N
Ciononostante, il litio è meno reattivo già rispetto al sodio e, a dispetto della stretta similitudine chimica con esso e il resto dei metalli alcalini, condivide qualche proprietà anche con il magnesio; ad esempio, il raggio ionico è abbastanza simile (76 pm contro 72 pm) e così pure la scarsa solubilità dei loro fluoruri (LiF e MgF2) ed anche quella dei loro carbonati (Li2CO3 e MgCO3); aspetti questi che si inquadrano nella relazione diagonale.
Nelle sue reazioni con gli alogeni si formano i corrispondenti alogenuri salini (LiF, LiCl, LiBr e LiI, tutti cristallini incolori con la struttura cubica di NaCl), ma le reazioni sono molto violente e quindi non pratiche per il loro ottenimento; si preferisce prepararli, ad esempio, dalle reazioni dell'idrossido (o anche del carbonato) con i corrispondenti acidi alogenidrici HX (X = F, Cl, Br, I):
LiOH + HX  → LiX + LiX
Li2CO3 + 2 HX  → 2 LiX + H2O + CO2↑
Del litio con l'ossigeno è noto anche il perossido Li2O2 che, a differenza di quelli degli altri metalli alcalini, si forma solo in piccola parte quando il litio brucia all'aria, il resto essendo l'ossido Li2O.
Con lo zolfo e il selenio il litio dà i corrispondenti solfuri Li2S e seleniuri Li2Se e con il fosforo è noto il fosfuro Li3P.
Oltre 400 °C il litio reagisce con l'idrogeno per dare l'idruro di litio, anch'esso esotermico (ΔHƒ° = -90,63 kJ/mol); questo idruro è il più stabile tra gli quelli dei metalli alcalini e tra essi è il solo che riesce ad arrivare al punto di fusione (692 °C) senza decomporsi:
2 Li + H2  →  2 Li–H
L'idruro di litio, a differenza del fluoruro e degli altri alogenuri di litio, che sono degli ottimi isolanti, è un semiconduttore ed ha un band gap «diretto» e questo ammonta a 3,0 eV.
Con il carbonio il litio, oltre a formare vari composti di intercalazione con la grafite, importanti per le batterie al litio, forma l'acetiluro Li2C2 e questo, trattato con acqua o acidi, sviluppa acetilene (HC≡CH), ma forma anche Li4C3, che con acidi dà l'allene H2C=C=CH2 (propadiene).
Il litio, come anche gli altri metalli alcalini e alcuni altri, si dissolve in ammoniaca liquida (e in ammine) dando soluzioni conduttive che contengono elettroni solvatati e ioni complessi positivi [Li(NH3)4]+.
Nei saggi alla fiamma i suoi sali conferiscono ad essa color cremisi, ma quando il litio brucia come polvere metallica, la fiamma si mostra di color bianco brillante.

## Isotopi
In natura il litio è presente con due isotopi stabili: il 6Li e il 7Li; quest'ultimo ammonta al 92,5% del totale. Pur essendo stabili, le loro energie di legame per nucleone sono tra le più basse (5,33 MeV e 5,61 MeV, rispettivamente) tra gli altri isotopi stabili degli elementi; anche per questo l'abbondanza del litio è scarsa nel sistema solare ed anche più in generale nell'universo. Essenzialmente per lo stesso motivo, ma in senso opposto, il litio può venir vantaggiosamente sfruttato per produrre energia in reazioni di fusione nucleare, nelle quali avere nuclei iniziali "poco legati" costituisce un vantaggio.
Le abbondanze degli isotopi di litio si frazionano nel corso di un'ampia gamma di processi naturali, che includono: la formazione di minerali (precipitazione chimica), metabolismo, scambio ionico. Inoltre, gli ioni litio possono a volte sostituire, per il raggio ionico non molto diverso, il magnesio e il ferro in siti ottaedrici di minerali argillosi, dove il 6Li e il 7Li portano ad un arricchimento dell'isotopo leggero nei processi di iperfiltrazione e alterazione delle rocce.

### Isotopi stabili
Il 6Li (spin 1) è uno dei pochi nuclidi non radioattivi aventi un numero dispari sia di protoni (Z), che di neutroni (N),  (3 e 3): questa è una condizione generale di scarsa stabilità nucleare che in generale tende ad essere evitata; oltre che nel caso del deuterio, è tuttavia condivisa nel secondo periodo con i nuclidi 10B (5 e 5) e 14N (7 e 7) ma, arrivati al fluoro, si ha che il 18F (9 e 9) è radioattivo e anche più in avanti non ci sono altri casi di nuclei stabili doppiamente dispari.
Il 6Li trova vantaggiosa applicazione nella produzione di trizio, importante nelle tecniche di fusione nucleare, attraverso bombardamento con neutroni lenti provenienti da reattori nucleari, ma termalizzati, secondo la seguente reazione nucleare:
6Li  + n   →   4He  + T
Il 7Li (spin 3/2-) è uno degli elementi primordiali (che si ritiene sia stato prodotto nella nucleosintesi del Big Bang). Una piccola quantità di entrambi, 6Li e 7Li, è prodotta nelle stelle, ma si pensa che vengano consumati/bruciati tanto velocemente quanto più rapidamente si formano. Altre piccole quantità di litio sia 6Li che 7Li possono essere generate dal vento solare, dai raggi cosmici che colpiscono gli atomi più pesanti e dal decadimento di 7Be e 11Be.
Per bombardamento con neutroni veloci (tipicamente 14 MeV), il 7Li produce anch'esso trizio, neutroni e radiazione gamma secondo la seguente reazione nucleare:
7Li  + n   →   4He  + T + n + γ

### Isotopi radioattivi
Dell'elemento litio sono stati riportati otto radioisotopi, i cui numeri di massa sono compresi tra A = 3 a A = 12. D questi, i due più longevi sono 8Li con un tempo di dimezzamento di 840,0 ms e il 9Li con 178,3 ms.
Il Li-3, con 3 protoni nel nucleo - senza neutroni - è praticamente sconosciuto, pur se riportato in qualche tabella, ma senza ulteriori particolari.
Il Li-4 (spin 2-), come qualsiasi nuclide diverso dall'elio-4, è estremamente instabile e decade per emissione di protone (Q = 3,103 MeV) facendo intervenire l'interazione nucleare forte. Il prodotto è He-3, stabile; l'emivita è di 7,57×10-23 s: la brevità estrema è tipica dell'interazione forte.
Il Li-5 (spin 3/2-) come qualsiasi nuclide avente A = 5, è estremamente instabile; decade per emissione di protone (Q = 1,965 MeV), anche qui per intervento dell'interazione forte, dando 4He, con un'emivita di 3,04×10-22 s.
Il Li-8 (spin 2) decade β− per dare Be-8, il quale si spezza in 2 particelle α (un caso particolare di fissione nucleare e di decadimento alfa), emettendo 16,079 MeV di energia.
Il Li-9 (spin 3/2-) nel 49,2% dei casi decade β− dando Be-9 (stabile) sviluppando 11,941 MeV; nel restante 50,8% dei casi, espelle anche un neutrone [decadimento (β− + n)], per dare Be-8, che poi si spezza in 2 particelle α (Q = 13,607 MeV).
Il Li-10 (spin incerto) decade per emissione di neutrone dando il Li-9 (T1/2 = 2×10-12 s, Q = 25 keV), il quale poi decade come sopra.
Il Li-11 (spin 3/2-) decade con emivita di 8,59 ms frammentandosi in molti modi diversi, tutti accompagnati dal decadimento beta meno.
Il Li-12 (spin incerto) decade con emivita di 10 ns emettendo un neutrone e trasformandosi quindi in Li-11 (Q = 1,227 MeV), che decade poi come sopra.

## Storia e produzione

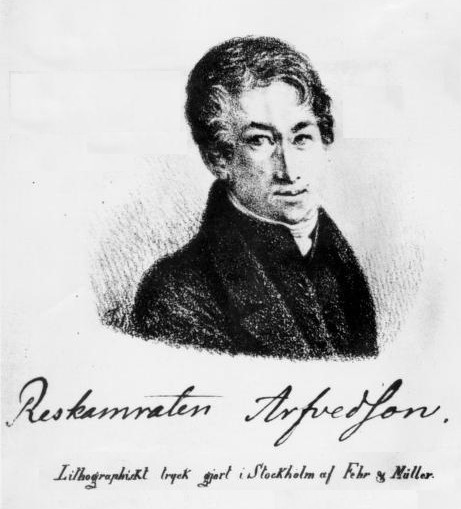
Johan August Arfwedson

Nel 1817, in una miniera sull'isola di Uto in Svezia, fu scoperto dal chimico e statista brasiliano José Bonifácio de Andrada e Silva un minerale, un alluminosilicato di litio, chiamato petalite (LiAlSi4O10). Inizialmente non si sapeva che tale minerale contenesse litio. Nel 1817 Johan August Arfwedson, mentre lavorava nel laboratorio del chimico Jöns Jakob Berzelius, analizzando attentamente un campione di tale minerale rilevò la presenza di un nuovo elemento che formava composti simili a quelli del sodio e del potassio, sebbene il suo carbonato e il suo idrossido fossero meno solubili in acqua e meno alcalini. Berzelius diede a tale elemento il nome di lithion, un derivato della parola greca λίθoς (traslitterato come líthos, che significa "pietra"), per evidenziare il fatto che era stato scoperto all'interno di un minerale al contrario del potassio, che era stato scoperto in ceneri vegetali, e del sodio, del quale era nota la sua abbondanza nel sangue animale. Il nome greco è poi passato nel latino scientifico come lithium.
In seguito Arfwedson dimostrò che questo stesso elemento era presente nei minerali spodumene e lepidolite. Nel 1818, Christian Gmelin fu il primo ad osservare che i sali di litio danno un colore rosso acceso al fuoco (saggio alla fiamma). Tuttavia, sia Arfwedson e Gmelin provarono a lungo e invano ad isolare l'elemento puro dai suoi sali. Nel 1821 William Thomas Brande isolò il litio ottenendolo per elettrolisi dall'ossido di litio, un processo che era stato precedentemente impiegato dal chimico Sir Humphry Davy per isolare i metalli alcalini potassio e sodio. Brande descrisse anche alcuni sali puri di litio, quali cloruro, e, stimando che la lithia (ossido di litio) conteneva circa il 55% metallo, stimò il peso atomico del litio intorno a 9,8 (il valore riconosciuto è ~6,94). Nel 1855, grandi quantità di litio furono prodotte attraverso l'elettrolisi di cloruro di litio da Robert Bunsen e Augustus Matthiessen. La scoperta di questa procedura portò inevitabilmente alla produzione commerciale del litio, a partire dal 1923, dalla società tedesca Metallgesellschaft AG, che eseguiva l'elettrolisi di una miscela liquida di cloruro di litio e cloruro di potassio per isolare l'elemento allo stato puro.
La produzione e l'uso di litio hanno subito nel tempo diversi drastici cambiamenti. La prima grande applicazione del litio è stata la produzione di saponi e lubrificanti per motori aeronautici o simili nella seconda guerra mondiale e subito dopo. Quest'uso era dovuto al fatto che i saponi al litio hanno un punto di fusione superiore ad altri saponi alcalini e sono meno corrosivi dei saponi a base di calcio. Il modesto mercato di saponi di litio e grassi lubrificanti basati su di essi è stato sostenuto grazie a piccole miniere disseminate per lo più negli Stati Uniti.
La domanda di litio aumentò notevolmente durante la guerra fredda, con la produzione di armi di fusione nucleare. Sia il litio-6 sia il litio-7 producevano trizio quando venivano bombardati con neutroni e sono pertanto utili per la produzione di trizio a sé, nonché una forma di combustibile solido usato all'interno bombe all'idrogeno in forma di deuteruro di litio. Gli Stati Uniti sono diventati il primo produttore di litio al mondo nel periodo compreso tra la fine degli anni cinquanta e la metà degli anni ottanta. Alla fine, le scorte di litio erano di circa 42000 t di idrossido di litio. Il litio è stato accumulato impoverito in litio-6 del 75%, che è stato sufficiente a influenzare il peso atomico misurato di litio in molte sostanze chimiche standard, ed anche il peso atomico del litio in alcune "fonti naturali" di ioni di litio, che erano state invece "contaminate" in sali di litio, a rapporto isotopico alterato, scaricati dagli impianti di separazione degli isotopi che avevano raggiunto le acque sotterranee.

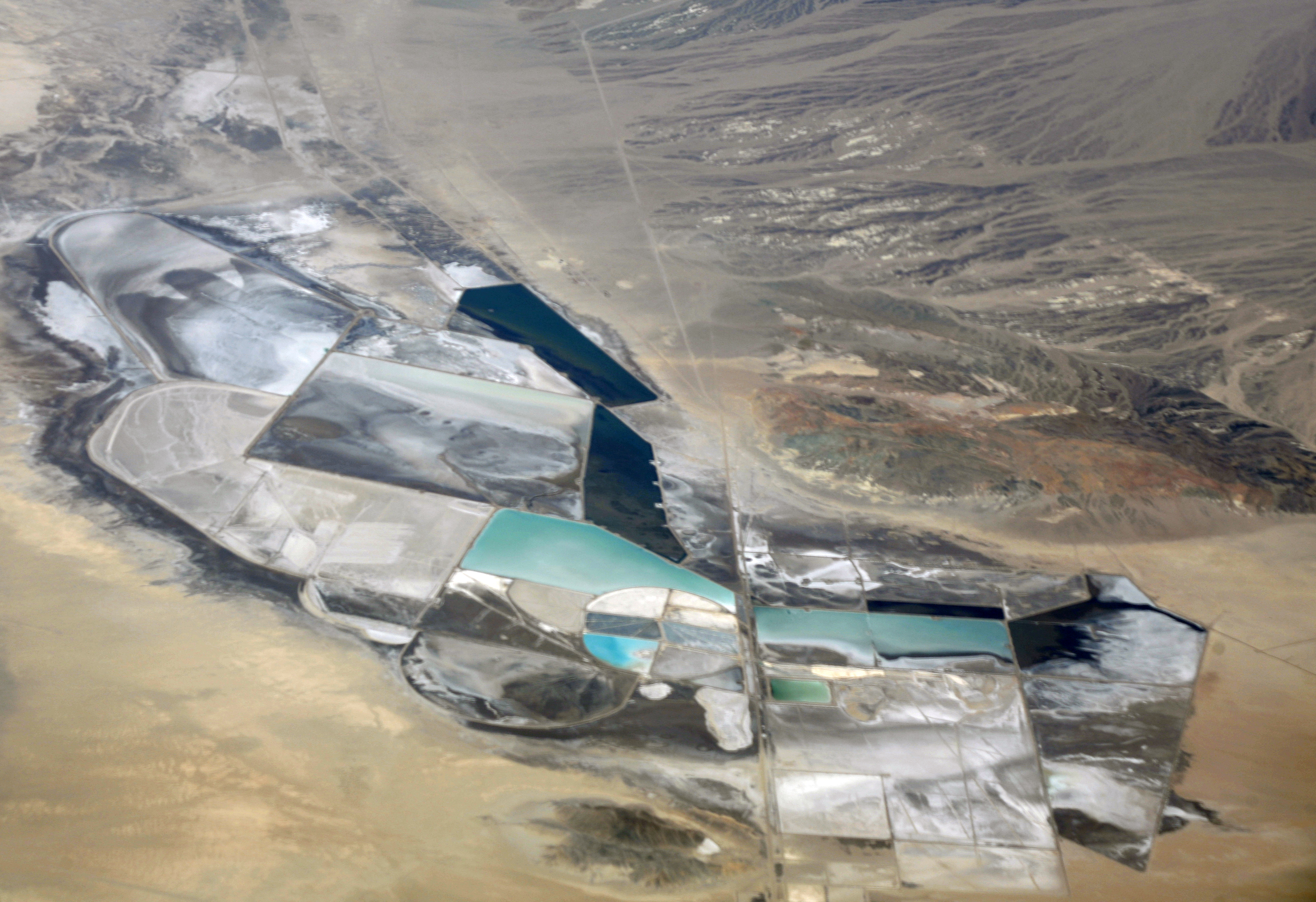
Estrazione del litio a Clayton Valley (Nevada).

Il litio è stato utilizzato per diminuire la temperatura di fusione del vetro e per migliorare il comportamento alla fusione di ossido di alluminio quando si utilizza il processo Hall-Héroult. Questi due usi hanno dominato il mercato fino alla metà degli anni novanta. Dopo la fine della corsa agli armamenti la domanda di litio è diminuita e la vendita di scorte sul mercato da parte del Dipartimento di Energia statunitense ha visto un dimezzamento dei prezzi. Ma a metà degli anni '90, diverse aziende hanno iniziato a estrarre litio dalle soluzioni, un metodo che si è rivelato meno costoso e più rapido delle miniere sotterranee o anche a cielo aperto. La maggior parte delle miniere sono state chiuse o hanno spostato l'attenzione sull'estrazione di altri materiali. Ad esempio, le principali miniere degli Stati Uniti vicino a Kings Mountain, Carolina del Nord, furono chiuse prima della fine del XX secolo.
L'utilizzo di batterie agli ioni di litio ha aumentato la domanda di litio ed è diventato l'uso dominante a partire dal 2007. Con l'aumento della domanda di litio nelle batterie del 2000, nuove società hanno ampliato gli sforzi di estrazione salina per soddisfare la crescente domanda internazionale.
Il litio è prodotto per elettrolisi da una miscela di cloruro di litio e cloruro di potassio fusi (i rispettivi punti di fusione sono 600 °C e circa 350 °C). Per questo processo si sfruttano delle celle in acciaio rivestito da materiale refrattario (cioè resistente alle alte temperature), con un anodo in grafite — dove si sviluppa il cloro — e un catodo in acciaio, dove si accumula il litio fuso.
Il costo di questo metallo nel 1997 era di circa 136 $/kg.

## Applicazioni

Ceramiche e vetro (29%)
Batterie (27%)
Grassi lubrificanti (12%)
Colata di litio (5%)
Purificazione dell'aria (4%)
Polimeri (3%)
Produzione di alluminio (2%)
Farmaci (2%)
Altri usi (16%)

Ceramiche e vetro (29%)
     Batterie (27%)
     Grassi lubrificanti (12%)
     Colata di litio (5%)
     Purificazione dell'aria (4%)
     Polimeri (3%)
     Produzione di alluminio (2%)
     Farmaci (2%)
     Altri usi (16%)

### Vetri e materiali ceramici
L'ossido di dilitio (Li2O) è ampiamente utilizzato per il trattamento di silice, in grado di ridurre il punto di fusione e la viscosità del materiale risultante e di portare gli smalti ad avere coefficienti di dilatazione termica più bassi. Gli ossidi di litio sono una componente di stoviglie. In tutto il mondo questo è l'uso più ampio di composti di litio. Per questa applicazione si può partire dal carbonato di litio (Li2CO3) che, per riscaldamento, si converte nell'ossido.
Il niobato di litio (LiNbO3) è un sale di litio ma anche un materiale ceramico con notevoli proprietà ottiche ed elettriche: il cristallo è piezoelettrico e ferroelettrico ed è molto usato sin dagli anni '80 per i filtri ad onda acustica superficiale (SAW) con un grande mercato in quelli di media frequenza dei televisori analogici. Anche il tantalato di litio (LiTaO3) ha proprietà simili e a volte è usato in associazione al niobato, anche se quest'ultimo viene quasi sempre preferito.

### Batterie
Negli ultimi anni del XX secolo, a causa del suo elevato potenziale di elettrodo [E°(Li+ / Li) = -3,040 V], il litio divenne una componente importante degli elettrodi (anodi) nelle batterie e, come ione, del loro elettrolita. A causa della sua bassa massa atomica, conferisce una densità di carica elevata e quindi poi un rapporto potenza-peso alto. Una tipica batteria agli ioni di litio è in grado di generare circa 3 V per cella, contro i 2,1 V della batteria al piombo o gli 1,5 V per celle zinco-carbone. Le batterie a ioni di litio, ricaricabili e con un'alta densità di energia, non devono essere confuse con le batterie al litio, che sono usa e getta (pile primarie) con litio o suoi composti come anodo. Altre batterie ricaricabili che utilizzano litio includono la batteria litio- polimeri, la batteria al fosfato di ferro(II) e litio (LiFePO4) e la batteria a nanofili.

### Grassi lubrificanti
Riguardano il terzo maggiore impiego del litio su vasta scala. L'idrossido di litio (LiOH) è una base forte e, riscaldato insieme ad un grasso (esteri della glicerina con acidi grassi), lo saponifica e, dopo allontanamento del glicerolo, viene prodotto quindi un sapone, come ad esempio lo stearato di litio. Questo sapone viene impiegato come addensante per oli e come lubrificante generico ad alte temperature.

### Leghe
Il litio metallico viene usato in leghe con alluminio e magnesio, migliorandone la resistenza e rendendole più leggere. Una lega con il magnesio viene utilizzata per la corazzatura. Le leghe con l'alluminio sono utilizzate in aerei, telai di biciclette e treni ad alta velocità.

### Metallurgia
Quando viene utilizzato come un fondente per saldatura o brasatura, il litio metallico facilita la fusione dei metalli durante il processo ed elimina la formazione di ossidi assorbendo le impurità. Le sue leghe con alluminio, cadmio, rame e manganese sono usate come componenti di aeromobili ad alte prestazioni (vedi anche le leghe litio-alluminio).

### Applicazioni in campo militare

#### In campo bellico
Il litio metallico e i suoi idruri complessi, come LiAlH4, sono utilizzati come additivi ad alta energia di propellenti dei razzi. L'idruro di litio e alluminio può costituire da solo il combustibile solido.
Il sistema di propulsione ad energia chimica del Mark 50 Torpedo (SCEPS) utilizza un piccolo serbatoio di esafluoruro di zolfo gassoso, che viene spruzzato su un blocco di litio solido. La reazione genera calore, a sua volta usato per generare vapore. Il vapore spinge il siluro in un ciclo Rankine chiuso.
L'idruro di litio contenente litio-6 è usato nelle bombe all'idrogeno. In tal caso, è collocato intorno al nucleo (core) di una bomba nucleare.

#### Nucleare

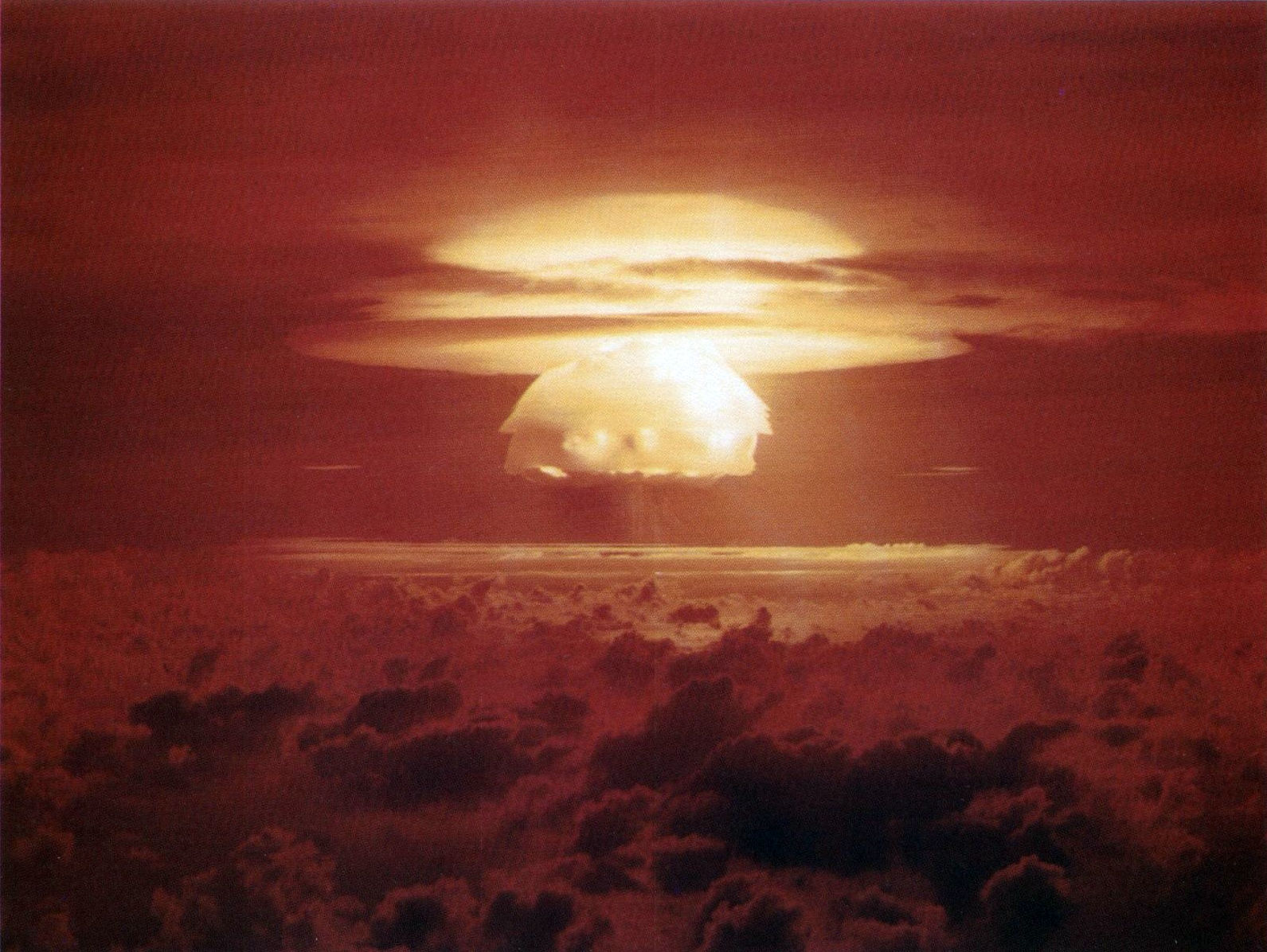
Deuteruro di litio usato nella bomba del test Castle Bravo.

Il litio-6 è valutato come materiale di base per la produzione di trizio e come assorbitore di neutroni durante un processo di fusione nucleare. Il litio naturale contiene circa il 7,5% di litio-6 di cui grandi quantità sono state prodotte dalla separazione isotopica per l'uso di armi nucleari. L'isotopo litio-7 ha guadagnato interesse per l'uso nei refrigeranti dei reattori nucleari. Un uso per la produzione di trizio in futuro si potrebbe avere nell'impianto sperimentale DEMO.
Il deuteruro di litio era il materiale di fusione principalmente utilizzato nelle prime versioni della bomba all'idrogeno. Quando bombardati da neutroni, sia 6Li che 7Li producono trizio (questa reazione, che non era del tutto chiara quando le bombe all'idrogeno sono state ideate per la prima volta, è stata responsabile dell'inaspettato incremento nella produzione di energia del test nucleare Castle Bravo). Il trizio si unisce con il deuterio in una reazione di fusione nucleare che è relativamente facile da realizzare. Anche se i dettagli rimangono segreti, il deuteruro di litio-6 evidentemente gioca ancora un ruolo decisivo nelle armi nucleari moderne, come materiale di fusione soprattutto.
Il fluoruro di litio (LiF), quando altamente arricchito con isotopo 7 di litio, costituisce la base costituente della miscela del sale fluoruro LiF-BeF2 utilizzato nei reattori nucleari a fluoruro liquido. Il fluoruro di litio è eccezionalmente stabile e le miscele di LiF-BeF2 hanno un basso punto di fusione. Inoltre, 7Li, Be, e F sono tra i pochi nuclidi in grado di non inquinare le reazioni di fissione all'interno di un reattore a fissione nucleare.
In impianti di fusione nucleare in progettazione e/o in costruzione, il litio sarà utilizzato per produrre trizio nei reattori confinati magneticamente con deuterio e trizio come combustibile. In natura il trizio è estremamente raro e deve essere prodotto sinteticamente circondando il plasma reagente con una 'coperta' contenente litio, dove i neutroni, provenienti dalla reazione deuterio-trizio nel plasma, fissionino il litio per produrre altro trizio:
6Li + n → 4He + 3T
7Li + n → 4He + 3T + n
Il litio è usato anche come fonte di particelle alfa, cioè nuclei di 4He. Quando il 7Li è bombardato da protoni accelerati si forma 8Be, che subisce fissione e va a formare due particelle alfa, cioè due nuclei di elio. Questa impresa, denominata "scissione dell'atomo", al momento è stata la prima reazione nucleare pienamente gestita dall'uomo. È stata ideata e condotta per la prima volta da Cockroft e Walton nel 1932. A dire il vero, alcune reazioni nucleari e la trasmutazione nucleare direttamente controllata dagli esseri umani erano già state compiute nel 1917, ma utilizzando il bombardamento radioattivo naturale con particelle alfa.
Nel 2013 il Government Accountability Office ha detto che il litio-7 è fondamentale per il funzionamento di 65 reattori nucleari statunitensi su 100; tuttavia «sottopone la loro capacità di continuare a fornire energia elettrica a qualche rischio». Il problema deriva dal decadimento di infrastrutture nucleari degli Stati Uniti. Questi spensero la maggior parte dei propri impianti nel 1963, a causa di un surplus enorme. Il rapporto disse che ci sarebbero voluti cinque anni e tra i 10 e il 12 milioni di dollari per completare il processo di disattivazione di tali strutture.
I reattori usano il litio per contrastare gli effetti corrosivi dell'acido borico, che viene aggiunto all'acqua per assorbire i neutroni in eccesso.

### Medicina
Il litio è particolarmente utile per la cura del disturbo bipolare dell'umore, specialmente sotto forma di carbonato di litio o il citrato di litio. Essendo in grado di stabilizzare l'umore del soggetto, questi composti hanno impiego nella prevenzione della fase maniacale del disturbo, tanto da divenire il farmaco d'elezione nella cura del disturbo bipolare di tipo I. Ad ogni modo, il litio presenta anche delle controindicazioni, dovute alla tossicità dei sali in base al grado di concentrazione nel sangue. Devono quindi essere somministrati sotto attenta prescrizione medica specialistica. Si ritiene inoltre che possa contribuire all'insorgere della anomalia cardiaca di Ebstein nei bambini nati da donne che assumono litio durante il primo trimestre delle gravidanza (ulteriori complicazioni si hanno se l'assunzione di litio è prolungata nel tempo).
Secondo alcune ricerche recenti, il litio potrebbe essere efficace nel trattare le cefalee a grappolo e l'ideazione suicidaria.

### Purificazione dell'aria
Il cloruro di litio (LiCl) e il bromuro di litio (LiBr) sono igroscopici e sono utilizzati come disidratanti per i flussi di gas. L'idrossido di litio (LiOH, base forte) e il perossido di litio sono i sali più utilizzati in spazi confinati, come ad esempio a bordo di veicoli spaziali e sottomarini, per la rimozione di anidride carbonica e la purificazione dell'aria. L'idrossido di litio assorbe anidride carbonica dall'aria formando carbonato di litio ed è preferito rispetto ad altri idrossidi alcalini per il suo peso ridotto.
Il perossido di litio (Li2O2) in presenza di umidità non solo reagisce con l'anidride carbonica per formare carbonato di litio (Li2CO3), ma rilascia anche ossigeno. La reazione è la seguente:
{\displaystyle {\ce {2 Li2O2 + 2 CO2 -> 2 Li2CO3 + O2}}}.
Alcuni dei composti sopra citati, così come il perclorato di litio, sono utilizzati in candele ad ossigeno che riforniscono sottomarini di ossigeno. Queste possono includere anche piccole quantità di boro, magnesio, alluminio, silicio, titanio, manganese e ferro.

### Ottica
Il fluoruro di litio, artificialmente coltivato come cristallo, è chiaro e trasparente e spesso utilizzato in ottica specializzati per applicazioni VUV (UV sottovuoto), IR e UV. Esso ha uno dei più bassi indici di rifrazione e la più lontana portata di trasmissione tra i materiali più comuni nel profondo UV. Finemente divisa, la polvere di fluoruro di litio è stata usata per i dosimetri a termoluminescenza (DTL in italiano, TDL in inglese che sta per thermoluminescent radiation dosimetry). Quando un campione di tale composto viene esposto alle radiazioni, si accumula sotto forma di difetti di cristallo che, se riscaldati, si risolvono tramite un rilascio di luce bluastra la cui intensità è proporzionale alla dose assorbita, permettendo così di quantificare quest'ultima. Il fluoruro di litio è usato a volte nelle lenti focali dei telescopi.
L'elevata non-linearità del niobato di litio lo rende utile in applicazioni ottiche. È ampiamente utilizzato in prodotti di telecomunicazione come telefoni cellulari e modulatori ottici, in componenti come i cristalli di risonanza. Il litio viene dunque adoperato in oltre il 60% dei telefoni cellulari in circolazione.

### Chimica organica e chimica dei polimeri
I composti organo-litio sono ampiamente utilizzati nella produzione di polimeri e di prodotti chimici raffinati. Nel settore dei polimeri, che è il consumatore dominante di questi reagenti, i composti di alchillitio sono catalizzatori/iniziatori nella polimerizzazione anionica di alcheni non-funzionali. Per la produzione di prodotti dei prodotti chimici raffinati, i composti organo-litio funzionano da basi forti e come reagenti per la formazione di legami carbonio-carbonio e vengono preparati dal litio metallico e da alogenuri di alchile.
Molti altri composti di litio sono usati come reagenti per preparare i composti organici. Alcuni composti popolari includono l'idruro di litio e alluminio (LiAlH4) e l'n-butillitio (n-C4H9Li), comunemente usati come basi estremamente forti chiamate superbasi.

### Altri usi
- A causa del suo calore specifico (il più alto tra i solidi), il litio è usato in applicazioni per il trasferimento di calore.
- I composti del litio sono adoperati come coloranti pirotecnici e quindi usati per i fuochi d'artificio.[94]
- L'idruro di litio può essere usato come accumulatore termico nelle batterie a fissione spontanea per applicazioni su cuore artificiale.

## Disponibilità

### Astronomica
Secondo la teoria cosmologica moderna il litio — sotto forma dei suoi due isotopi più stabili litio-6 e litio-7 — era fra i 3 elementi sintetizzati nel Big Bang. Sebbene la quantità di litio prodotta dalla nucleosintesi del Big Bang dipenda dal numero di fotoni per barione, è possibile calcolare con una buona approssimazione l'abbondanza di tale elemento nell'universo. Sorprendentemente ci si rende conto che vi è una sorta di "discrepanza cosmologica" riguardo al litio: stelle più vecchie sembrano avere meno litio di quanto dovrebbero averne mentre le stelle più giovani ne presentano quantità superiori rispetto a quanto ci si aspetterebbe da loro. La mancanza di litio nelle stelle più anziane è apparentemente causata dal "mescolamento" continuo del litio nel nucleo stellare, dove alla fine viene trasformato in altro. Come già anticipato, inoltre, le stelle di generazione recente hanno livelli di litio più alti del normale, sebbene questo eccesso si tramuti facilmente in due atomi di elio a causa della collisione con un protone a temperature superiori ai 2,4 milioni di gradi Celsius, temperatura tipica dei nuclei stellari. Ad oggi non sono state ancora ben chiarite le cause di questo anomalo aumento di litio.
Nonostante sia stato il terzo elemento (insieme a idrogeno ed elio) ad essere stato sintetizzato nel Big Bang, il litio, come anche il berillio e il boro, è nettamente meno abbondante rispetto agli altri elementi in posizioni vicine. Ciò si spiega considerando che bastano temperature relativamente basse per distruggere gli atomi di litio e mancano processi comuni in grado di riprodurlo.
Il litio si trova anche in alcune nane brune e in stelle arancioni anomale. Poiché il litio è presente nelle più fredde e meno massicce nane brune ma è distrutto nelle più calde nane rosse, la sua presenza negli spettri delle stelle può essere utilizzata nel lithium test ("test al litio") per differenziare i due tipi di stella, in quanto entrambi più piccoli del Sole. Le stelle arancioni talvolta hanno un'elevata concentrazione di litio (come Centaurus X-4). Questo genere di stelle spesso orbita nei pressi di un corpo celeste con un intenso campo gravitazionale (stella di neutroni o buco nero) in grado di attirare in superficie il litio più pesante, permettendo agli astronomi di osservarne di più e di ottenere spettri diversi.

### Terrestre
| Nazione      | Produzione | Riserve    |
| ------------ | ---------- | ---------- |
| Australia    | 45 000     | 6 400 000  |
| Cile         | 19 300     | 9 600 000  |
| Cina         | 10 800     | 5 100 000  |
| Argentina    | 6 300      | 19 300 000 |
| Brasile      | 2 400      | 470 000    |
| Zimbabwe     | 1 200      | 500 000    |
| Portogallo   | 900        | 270 000    |
| Canada       | 200        | 2 900 000  |
| Stati Uniti  | ?          | 7 900 000  |
| Bolivia      | ?          | 21 000     |
| RD del Congo | ?          | 3 000      |
| Germania     | ?          | 2 700 000  |
| Messico      | ?          | 1 700 000  |
| Nel mondo    | 86 000     | 86 000     |

Il litio è il 25º elemento più abbondante nella crosta terrestre, con una concentrazione di 20 mg per kg di crosta. Sebbene tale elemento sia largamente disponibile, non si trova in natura allo stato metallico: a causa della sua reattività, infatti, si presenta sempre legato ad altri elementi o composti. È presente in minima parte in quasi tutte le rocce ignee (specialmente il granito) ed anche in molte salamoie naturali.
Negli ultimi anni si è iniziato a pianificare e progettare il Litio dalle "salamoie geotermali",attraverso una centrale geotermica che estrae anche la salamoia oltre che produrre energia elettrica e trasformando il cloruro di litio all'idrossido di litio.
Il contenuto totale di litio nell'acqua di mare è molto grande ed è stimato intorno ai 230 miliardi di tonnellate, con una concentrazione relativamente costante di 0,14-0,25 ppm. Le concentrazioni più alte si avvicinano 7 ppm e si trovano nei pressi di sorgenti idrotermali.
I minerali più ricchi di litio sono spodumene e petalite, le fonti più valide dal punto vista commerciale e la cui lavorazione è cominciata a seguito della Seconda guerra mondiale. Un altro minerale significativo di litio è la lepidolite, mentre più recentemente l'argilla hectorite e l'ambligonite sono state riconosciute come risorse di litio altrettanto importanti.
La maggior parte delle riserve disponibili di litio e commercialmente sfruttabili si trova in Bolivia nella zona di Salar de Uyuni, con i suoi 5,4 milioni di tonnellate di litio. Lo US Geological Survey ha stimato, nel 2010, che il Cile ha riserve di gran lunga più elevate (circa 7,5 milioni di tonnellate) con una produzione annuale di circa 8 800 tonnellate. Altri fornitori principali a livello mondiale sono l'Australia, l'Argentina e la Cina.
Un quadro diverso emerge analizzando le aziende che gestiscono miniere di litio. Secondo un reportage pubblicato dalla rivista specializzata illuminem, investitori cinesi controllano diverse compagnie minerarie, che rappresentano il 33,1% della produzione totale (e la metà della produzione delle grandi imprese) di litio al mondo.
Nell'UE sono in corso quattro progetti per l'estrazione «sostenibile» del litio, per un totale di due miliardi di EUR, progetti che dovrebbero essere operativi tra il 2022 e il 2024 e che dovrebbero soddisfare fino all'80 % del fabbisogno di litio dell'UE nel settore delle batterie entro il 2025.

### Biologica
Il litio si trova in tracce in numerose piante, plancton ed invertebrati, a concentrazioni da 69 a 5 760 ppb. Nei vertebrati la concentrazione è leggermente inferiore e quasi tutti i vertebrati hanno una concentrazione di litio tra le 21 e le 763 ppb nei tessuti e nei liquidi corporei. Gli organismi marini tendono al bioaccumulo di litio più di quelli terrestri. Non è noto se il litio abbia un ruolo fisiologico in uno qualsiasi di questi organismi, ma studi nutrizionali nei mammiferi hanno indicato la sua importanza per la salute, che porta a suggerire che debba essere classificato come un elemento essenziale di una RDA di 1 mg/giorno. Studi condotti in Giappone, riportati nel 2011, hanno suggerito che il litio naturalmente presente in acque potabili può aumentare la durata della vita umana.

## Precauzioni
Come gli altri metalli alcalini, il litio nella sua forma pura è altamente infiammabile e leggermente esplosivo se esposto all'aria e soprattutto all'acqua, con la quale reagisce in maniera violenta (produzione di idrogeno).
Questo metallo è anche corrosivo e deve essere maneggiato evitando il contatto con la pelle.
Per quanto riguarda lo stoccaggio, deve essere conservato immerso in idrocarburi liquidi, come la nafta.
Il litio è considerato leggermente tossico; lo ione litio è coinvolto negli equilibri elettrochimici delle cellule del sistema nervoso e viene spesso prescritto come farmaco nelle terapie per il trattamento di sindromi maniaco-depressive.
L'intossicazione da sali di litio, più grave e frequente nei pazienti con compromissione della funzione renale, si tratta efficacemente con infusione di cloruro di sodio, urea ed acetazolamide o, in alternativa, con l'emodialisi.